# Bill of Rights socialism

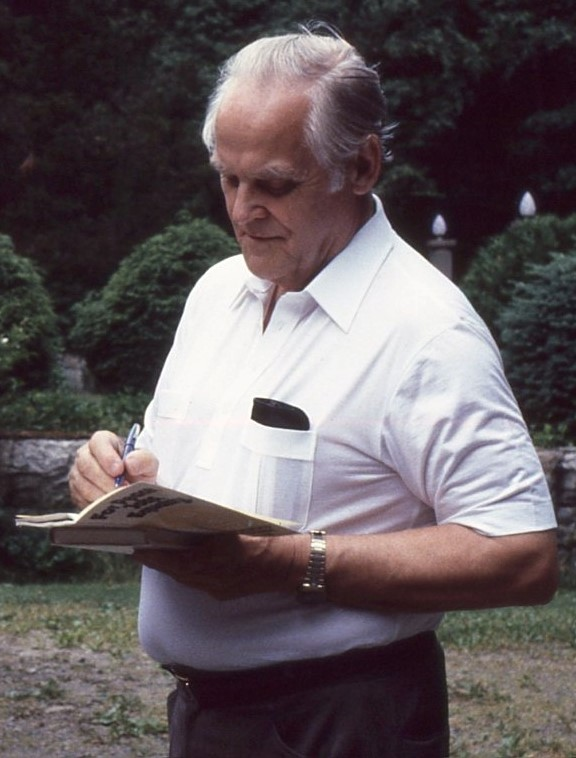
Gus Hall (nel 1984), che per primo ha avanzato l'interpretazione di una "Carta dei Diritti socialista"

Il Bill of Rights socialism (lett. "Socialismo della Carta dei Diritti" o "Carta dei Diritti socialista") è l'ideologia secondo cui la Carta dei Diritti della Costituzione degli Stati Uniti d'America promuova implicitamente una società socialista o che, se necessario, dovrebbe essere redatta una nuova Carta dei Diritti che la promuova esplicitamente. Questa interpretazione è stata avanzata per la prima volta da Gus Hall (1910–2000), presidente del Partito Comunista degli Stati Uniti d'America. Il partito ha sostenuto la modifica della Costituzione degli Stati Uniti per includere esplicitamente il diritto di aderire a un sindacato, il diritto a un lavoro equamente retribuito e altri obiettivi socialisti.
L'idea della "Carta dei Diritti socialista" è sostenuta anche dai Democratic Socialists of America.

## Ideologia
Dal 2012 i Democratic Socialists of America sostengono l'interpretazione di Hall e propongono le seguenti politiche economiche e sociali al fine di "realizzare i diritti umani sociali ed economici fondamentali" la cui attuazione "aiuterebbe a ottenere la libertà e la dignità per tutti gli americani":
- Assistenza sanitaria universale
- Alloggi economici e sicuri
- Assistenza universale per l'infanzia
- Sistema a imposta progressiva
- Istruzione superiore gratuita
- Reddito di base universale
- Tempo libero
- Diritto dell'ambiente
- Libera associazione dei produttori in una società comunista
- Taglio alla spesa per la Difesa
- Ritorno a un modello di economia keynesiana
- Tetto più alto del salario

## Critiche
L'idea della "Carta dei Diritti socialista" ha attirato diverse critiche. Scrivendo per la "Future of Freedom Foundation", il professore di economia Richard Embley ha citato la seconda Carta dei Diritti di Franklin Delano Roosevelt e descritto l'idea di una "Carta dei Diritti socialista" negli Stati Uniti d'America come l'attuazione di una "economia di comando" e di un "socialismo regolamentare". Altri critici sostengono che il socialismo è intrinsecamente incompatibile con il federalismo imposto dalla Costituzione degli Stati Uniti d'America, poiché la separazione dei poteri e il decentramento del federalismo rendono tecnicamente impossibile raggiungere una economia pianificata e centralizzata necessaria per superare, presumibilmente, il capitalismo. Coerentemente con questa interpretazione, i socialisti americani credono che il federalismo sia la radice di molti problemi dello Stato e auspicano a un emendamento costituzionale per cambiarlo.
Allo stesso modo, riguardo al federalismo in Cina, uno Stato socialista unitario e centralizzato, Wu Bangguo, ex presidente del Comitato permanente del Congresso nazionale del popolo, ha affermato: «Non ci sarà mai la separazione dei poteri tra i diversi rami del governo e nessun sistema federale. È possibile che lo Stato possa sprofondare nell'abisso del disordine interno [se ciò accadesse]».